# Форсаж 8
«Форсаж 8» (англ. The Fate of the Furious) — американський фільм-екшн, знятий Феліксом Гері Греєм. Він є продовженням фільму «Форсаж 7» (2015) і восьмим фільмом у серії «Форсаж». Прем'єра стрічки в Україні відбулася 13 квітня 2017 року. Фільм розповідає про Домініка Торетто, який зраджує власну сім'ю й команду.

## Сюжет
Під час медового місяця Домініка Торетто і Летті Ортіс в Гавані, Домінік підходить до загадкової жінки на ім'я Сайфер, у якої нібито зламалася машина. Вона змушує Домініка працювати на неї. Згодом після зустрічі, Домінік та його команда, яка складається з Летті, Романа Пірса, Теджа Паркера, Рамзі і агента Люка Хоббса, допомагають йому забрати пристрій ЕМІ з військового аванпосту в Берліні. Під час втечі, Домінік витісняє Хоббса з дороги і викрадає пристрій за дорученням Сайфер, в той час як Хоббса заарештовує поліція, де його замикають у в'язниці суворого режиму поруч з Декардом Шоу. Пізніше вони були звільнені оперативниками Містера Ніхто та його напарником Ніхто Молодшим, які вербують Декарда, щоб допомогти Хоббсу та команді знайти Домініка і зловити Сайфер.
Деккард розповів, що Сайфер працювала разом з ним. Пізніше вона приєдналася до його брата Оуена Шоу, щоб викрасти пристрій Рамзі під назвою «Око Бога», після чого Сайфер зрадила Оуена, і Декард хоче помститися. Домінік і Сайфер атакують базу і крадуть Око Бога. Згодом з'ясовується, що в заручниках у Сайфер колишня коханка Домініка Єлена Нівес та його син, про існування якого Домінік раніше не підозрював.
Сайфер відправляє Домініка до Нью-Йорка, щоб забрати ядерний кейс у міністра оборони Росії, але Домінік зумів сховатися від камер Сайфер на досить довгий час, щоб звернутися по допомогу до матері Оуена і Декарда Магдалини Шоу. Команда перехоплює Домініка після того, як він краде кейс, але Домінік тікає, стріляючи в Декарда, в той час як Сайфер полегшує втечу Домініка, зламуючи всі машини в місті і перепрограмовуючи їх, щоб завдати шкоди і рознести кортеж міністра. Летті ловить Домініка, щоб забрати кейс, але потрапляє в засідку. Підручний Сайфер Коннор Роудс намагається її вбити, але Домінік рятує її. У відповідь Сайфер наказує Роудсу вбити Єлену на очах Домініка та його сина.
Домініка відправляють до Росії, щоб використати пристрій ЕМІ для відключення атомного підводного човна, що дозволяє Сайфер використати арсенал, щоб випустити ядерну ракету, але її перехоплює команда, оснащена модифікованими транспортними засобами, наданими Містером Ніхто. Тим часом, брати Шоу Оуен і Декард, які інсценували смерть і були витягнуті минулими членами команди Домініка Тего Лео і Ріко Сантосом, потрапляють в літак Сайфер, щоб врятувати сина Домініка за наказом Магдалини. Як тільки Декард повідомляє, що дитина в безпеці, Домінік йде від Сайфер і приєднується до своєї команди, вбиваючи Роудса за Єлену. Розлютившись, Сайфер запускає ракету теплового самонаведення, щоб прикінчити Домініка, але він сміливо маневрує навколо неї, і замість цього ракета вдаряє по підводному човну, миттєво знищуючи його з ядерними ракетами. Команда швидко формує автомобільну блокаду навколо Домініка, захищаючи його від подальшого вибуху. Зі своїми зірваними планами, Сайфер здійснює швидку втечу, стрибаючи з парашутом із літака.
Містер Ніхто і Ніхто Молодший провідують Домініка та його команду в Нью-Йорку і повідомляють, що Сайфер все ще на волі і ховається в Афінах, але без ядерної зброї всі її плани зірвані. Декард приходить з дитиною і повертає її Домініку, після чого він припиняє розбіжності з ним та Хоббсом і його приймають в сім'ю. Домінік вирішив назвати хлопчика на ім'я Браян на честь Браяна О'Коннора, після чого вони святкують перемогу.

## У ролях
| Актор            | Роль                  |
| ---------------- | --------------------- |
| Він Дізель       | Домінік Торетто       |
| Мішель Родрігес  | Летті Ортіс           |
| Двейн Джонсон    | агент Люк Гоббс       |
| Тайріз Гібсон    | Роман Пірс            |
| Кріс Бріджес     | Тедж Паркер           |
| Курт Рассел      | Містер Ніхто          |
| Джейсон Стейтем  | Декард Шоу            |
| Люк Еванс        | Оуен Шоу              |
| Ельза Патакі     | Єлена Нівес           |
| Наталі Еммануель | Ремзі                 |
| Скотт Іствуд     | Ніхто Молодший        |
| Шарліз Терон     | Сайфер                |
| Крістофер Гів'ю  | Родос                 |
| Тего Кальдерон   | Тего Лео              |
| Дон Омар         | Ріко Сантос           |
| Хелен Міррен     | Магдалина Шоу         |
| Олек Крупа       | Міністр оборони Росії |
| Іден Естрелла    | дочка Гоббса Сем      |
| Янмарко Сантьяго | Фернандо              |

## Виробництво
Плани на восьму частину Форсажу були вперше представлені в березні 2015 року, коли Він Дізель з’явився на Jimmy Kimmel Live і оголосив, що фільм знімуть у Нью-Йорку. Підготовка до фільму почалась відразу після Форсажу 7 (2015) з Він Дізелем, Крісом Морганом і продюсером Ніл Х. Моріц. Після установки вихідної дати випуску фільму у тому ж місяці, кастинг проводили в період з квітня по червень 2015 року.

### Кастинг
Він Дізель, Курт Рассел та Мішель Родрігес були першими, хто підтвердив свою участь в фільмі. Тайріз Гібсон та Кріс Бріджес також підтвердили своє повернення. Пізніше був підписаний контракт з Лукасом Блеком про появу в фільмі, де він зіграє роль Шона Босуелла. Двейн Джонсон підтвердив свою участь у фільмі, додатково натякаючи на можливий спін-оф фільму з участю його героя, Люка Хоббса. Джейсон Стейтем також підтвердив своє повернення.
У квітні 2016 року, Шарліз Терон та Крістофер Гів'ю були затверджені на злодійські ролі, в той час як Скотт Іствуд приєднався до акторського складу як агент правозахисних органів. 17 травня 2016 року, Він Дізель розмістив на своїй сторінці Instagram фото з Ельзою Патакі на знімальному майданчику, вказуючи, що вона також повертається до фільму, і, через два дні, з’явилось відео на знімальному майданчику з Наталі Еммануель, яка також грала головну роль у попередньому фільмі. У червні 2016 року, Гелен Міррен оголосила в інтерв'ю Elle, що вона з’явиться у фільмі.
Під час інтерв’ю з Крісом Менніксом 21 липня 2016 року, Лукас Блек оголосив, що не з’явиться у фільмі через конфлікт з графіком зйомок.

### Зйомки фільму
Основні зйомки розпочали 14 березня 2016 року в Міватні (Ісландія). З кінця квітня зйомки проходили на Гавані, потім в Клівленді, в Атланті та Нью-Йорку.

## Реліз
Перший трейлер фільму вийшов 12 грудня 2016 року, другий — 10 березня 2017 року. Прем’єра стрічки у кінотеатрах України відбулася 13 квітня 2017.